# József Varga
József Varga (hongarès: Varga József)  (Budapest, 9 d'octubre de 1954) és un antic futbolista hongarès de la dècada de 1980.
Fou internacional amb la selecció d'Hongria, amb la qual disputà la Copa del Món de futbol de 1982 i la Copa del Món de futbol de 1986.
Va ser jugador de Budapest Honvéd, Denizlispor i Újpest FC.